# Selección de fútbol sub-20 de Irán
La Selección de fútbol sub-20 de Irán, conocida también como la Selección juvenil de fútbol de Irán, es el equipo que representa al país en la Copa Mundial de Fútbol Sub-20 y en el Campeonato Juvenil de la AFC, y es controlada por la Federación de Fútbol de Irán.

## Palmarés
- Campeonato Juvenil de la AFC: 4

1973, 1974, 1975, 1976
- Juegos del Este de Asia: 1

2005

## Estadísticas

### Mundial Sub-20
| Año   | Ronda          | J            | G            | E            | P            | GF           | GC           |
| ----- | -------------- | ------------ | ------------ | ------------ | ------------ | ------------ | ------------ |
| 1977  | Fase de grupos | 3            | 1            | 1            | 1            | 4            | 5            |
| 1979  | No clasificó   | No clasificó | No clasificó | No clasificó | No clasificó | No clasificó | No clasificó |
| 1981  | No participó   | No participó | No participó | No participó | No participó | No participó | No participó |
| 1983  | No participó   | No participó | No participó | No participó | No participó | No participó | No participó |
| 1985  | No participó   | No participó | No participó | No participó | No participó | No participó | No participó |
| 1987  | No participó   | No participó | No participó | No participó | No participó | No participó | No participó |
| 1989  | No participó   | No participó | No participó | No participó | No participó | No participó | No participó |
| 1991  | No participó   | No participó | No participó | No participó | No participó | No participó | No participó |
| 1993  | No clasificó   | No clasificó | No clasificó | No clasificó | No clasificó | No clasificó | No clasificó |
| 1995  | No clasificó   | No clasificó | No clasificó | No clasificó | No clasificó | No clasificó | No clasificó |
| 1997  | No clasificó   | No clasificó | No clasificó | No clasificó | No clasificó | No clasificó | No clasificó |
| 1999  | No clasificó   | No clasificó | No clasificó | No clasificó | No clasificó | No clasificó | No clasificó |
| 2001  | Fase de grupos | 3            | 0            | 0            | 3            | 0            | 8            |
| 2003  | No clasificó   | No clasificó | No clasificó | No clasificó | No clasificó | No clasificó | No clasificó |
| 2005  | No clasificó   | No clasificó | No clasificó | No clasificó | No clasificó | No clasificó | No clasificó |
| 2007  | No clasificó   | No clasificó | No clasificó | No clasificó | No clasificó | No clasificó | No clasificó |
| 2009  | No clasificó   | No clasificó | No clasificó | No clasificó | No clasificó | No clasificó | No clasificó |
| 2011  | No clasificó   | No clasificó | No clasificó | No clasificó | No clasificó | No clasificó | No clasificó |
| 2013  | No clasificó   | No clasificó | No clasificó | No clasificó | No clasificó | No clasificó | No clasificó |
| 2015  | No clasificó   | No clasificó | No clasificó | No clasificó | No clasificó | No clasificó | No clasificó |
| 2017  | Fase de grupos | 3            | 1            | 0            | 2            | 4            | 6            |
| 2019  | No clasificó   | No clasificó | No clasificó | No clasificó | No clasificó | No clasificó | No clasificó |
| Total | 3/22           | 9            | 2            | 1            | 6            | 8            | 19           |